# Regis Toomey
Pour les articles homonymes, voir Toomey et Régis.
Regis Toomey est un acteur américain, de son nom complet John Regis Toomey, né à Pittsburgh (Pennsylvanie) le 13 août 1898, mort à Los Angeles — Quartier de Woodland Hills — (Californie) le 12 octobre 1991.

## Biographie
Au cinéma, Regis Toomey participe à environ 180 films américains entre 1929 et 1987. Bon nombre de ceux-ci sont bien connus, notamment La Dame du vendredi (1940), avec Rosalind Russell et Cary Grant, et Le Grand Sommeil (1946), avec Lauren Bacall et Humphrey Bogart, tous deux réalisés par Howard Hawks, ou encore L'Homme aux colts d'or (1959), avec Henry Fonda, Richard Widmark et Anthony Quinn, réalisé par Edward Dmytryk.
À la télévision, il apparaît dans de nombreuses séries, ainsi que dans quatre téléfilms, de 1950 à 1982. Mentionnons la première série de L'Homme à la Rolls, où il tient le rôle du détective Les Hart, durant les 64 épisodes des Saisons 1 et 2, de 1963 à 1965. 
Pour sa contribution au cinéma, une étoile lui est dédiée sur le Walk of Fame d'Hollywood Boulevard.

## Filmographie partielle

### Au cinéma
- 1929 : Alibi de Roland West
- 1930 : La Rue de la chance (Street of Chance) de John Cromwell
- 1931 : Graft de Christy Cabanne
- 1931 : Finn and Hattie de Norman Taurog et Norman Z. McLeod
- 1931 : Under 18 de Archie Mayo
- 1931 : Other Men's Women de William A. Wellman
- 1931 : Vingt-quatre Heures de Marion Gering
- 1931 : Scandal Sheet de John Cromwell
- 1931 : The Finger Points de John Francis Dillon
- 1931 : Kick In de Richard Wallace
- 1931 : Murder by the Clock de Edward Sloman
- 1932 : Shopworn de Nick Grinde
- 1932 : The Midnight Patrol de Christy Cabanne
- 1932 : The Crowd Roars de Howard Hawks
- 1932 : They Never Come Back de Fred C. Newmeyer
- 1932 : A Strange Adventure de Phil Whitman
- 1932 : The Penal Code de George Melford
- 1933 : State Trooper de D. Ross Lederman
- 1933 : Soldiers of the Storm de D. Ross Lederman
- 1933 : Laughing at Life de Ford Beebe
- 1933 : She Had to Say Yes de George Amy et Busby Berkeley
- 1933 : Big Time or Bust de Sam Newfield
- 1934 : What's Your Racket ? de Fred Guiol
- 1934 : Picture Brides de Phil Rosen
- 1934 : Murder on the Blackboard de George Archainbaud
- 1934 : She Had to Choose (en) de Ralph Ceder
- 1934 : Casque d'or (en) (Redhead) de Melville W. Brown
- 1934 : Red Morning de Wallace Fox
- 1935 : Les Hors-la-loi ('G' Men) de William Keighley
- 1935 : Great God Gold de Arthur Lubin
- 1935 : L'Ombre du doute (Shadow of Doubt) de George B. Seitz
- 1935 : One Frightened Night de Christy Cabanne
- 1935 : Manhattan Moon de Stuart Walker
- 1935 : Shadows of the Orient de Burt P. Lynwood
- 1935 : Reckless Roads de Burt P. Lynwood
- 1935 : Bars of Hate de Albert Herman
- 1935 : Skull and Crown de Elmer Clifton
- 1936 : Bulldog Edition de Charles Lamont
- 1937 : Midnight Taxi (en) d'Eugene Forde
- 1937 : The Lady Escapes de Eugene Forde
- 1937 : La Grande Ville (Big City) de Frank Borzage
- 1937 : En liberté provisoire (Back in Circulation) de Ray Enright
- 1937 : Sous-marin D-1 (Submarine D-1) de Lloyd Bacon : Tom Callan
- 1938 : The Invisible Menace de John Farrow
- 1938 : Island in the Sky (en) de Herbert I. Leeds
- 1938 : Hunted Men de Louis King
- 1938 : Passport Husband de James Tinling
- 1938 : Trafic illégal (Illegal Traffic) de Louis King
- 1938 : His Exciting Night de Gus Meins
- 1938 : Smashing the Spy Ring de Christy Cabanne
- 1939 : The Mysterious Miss X de Gus Meins
- 1939 : Pirates of the Skies de Joseph A. McDonough
- 1939 : Pacific Express (Union Pacific) de Cecil B. DeMille
- 1939 : Le Vainqueur (Indiannapolis Speedway) de Lloyd Bacon
- 1939 : Tonnerre sur l'Atlantique (Thunder Afloat) de George B. Seitz
- 1939 : Les Aveux d'un espion nazi (Confessions of a Nazy Spy) d'Anatole Litvak
- 1939 : Les Ailes de la flotte (Wings of the Navy) de Lloyd Bacon
- 1939 : Society Smugglers de Joe May
- 1939 : Street of Missing Men de Sidney Salkow
- 1939 : Trapped in the Sky de Lewis D. Collins
- 1939 : Hidden Power de Lewis D. Collins
- 1940 : Arizona de Wesley Ruggles
- 1940 : Le Grand Passage (Northwest Passage) de King Vidor
- 1940 : Voyage sans retour ('Til we meet again) d'Edmund Goulding

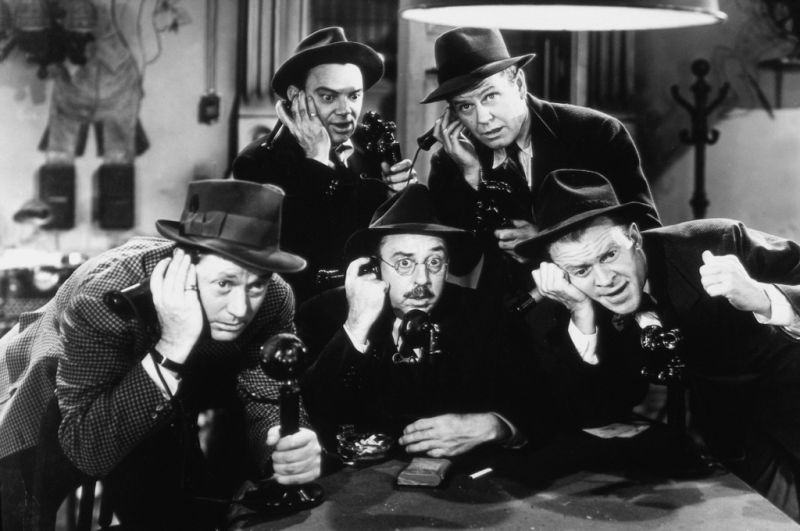
De gauche à droite : Roscoe Karns, Cliff Edwards, Porter Hall, Regis Toomey et Frank Jenks, dans La Dame du vendredi (1940)

- 1940 : La Dame du vendredi (His Girl Friday) de Howard Hawks
- 1940 : Les Tuniques écarlates (North West Mounted Police) de Cecil B. DeMille
- 1941 : Jimmy s'en va-t-en guerre (You're in the Army Now) de Lewis Seiler
- 1941 : A Shot in the Dark, de William C. McGann
- 1941 : L'Homme de la rue (Meet John Doe) de Frank Capra
- 1941 : Bombardiers en piqué (Dive Bomber), de Michael Curtiz
- 1941 : Le Tombeur du Michigan (Reaching for the Sun) de William A. Wellman
- 1941 : Le Diable s'en mêle (The Devil and Miss Jones) de Sam Wood
- 1941 : La Charge fantastique (They died with their Boots on) de Raoul Walsh
- 1942 : Tennessee Johnson de William Dieterle
- 1942 : La Fille de la forêt (The Forest Rangers) de George Marshall
- 1943 : La Vie aventureuse de Jack London (Jack London) d'Alfred Santell
- 1943 : Destroyer de William A. Seiter
- 1944 : Les Mains qui tuent (Phantom Lady) de Robert Siodmak
- 1944 : Hollywood Parade (Follow the Boys) d'A. Edward Sutherland
- 1944 : Hollywood Mélodie (Song of the Open Road) de S. Sylvan Simon
- 1944 : Meurtre dans la chambre bleue (Murder in the Blue Room) de Leslie Goodwins
- 1945 : Trahison japonaise (Betrayal from the East) de William Berke
- 1945 : La Maison du docteur Edwardes (Spellbound) d'Alfred Hitchcock
- 1945 : Follow that Woman de Lew Landers
- 1946 : Le Grand Sommeil (The Big Sleep) de Howard Hawks
- 1946 : Child of Divorce de Richard Fleischer
- 1947 : La Cité magique (Magic Town) de William A. Wellman
- 1947 : Honni soit qui mal y pense (The Bishop's Wife) de Henry Koster
- 1947 : The Thirteenth Hour, de William Clemens
- 1948 : Marché de brutes (Raw Deal) d'Anthony Mann
- 1948 : La Cité de la peur (Station West) de Sidney Lanfield
- 1948 : Le Garçon aux cheveux verts (The Boy with Green Hair) de Joseph Losey
- 1948 : Le Condamné de la cellule cinq (I wouldn't be in your Shoes) de William Nigh
- 1948 : Reaching from Heaven de Frank R. Strayer
- 1949 : Monsieur Joe (Mighty Joe Young) d'Ernest B. Schoedsack
- 1949 : Les Sœurs casse-cou (Come to the Stable) de Henry Koster
- 1949 : La Garce (Beyond the Forest) de King Vidor
- 1950 : Les flics ne pleurent pas (Undercover Girl) de Joseph Pevney
- 1950 : La Femme sans loi (Frenchie) de Louis King
- 1951 : L'Implacable (Cry Danger) de Robert Parrish
- 1951 : Le Grand Attentat (The Tall Target) d'Anthony Mann
- 1951 : Le peuple accuse O'Hara (The People against O'Hara) de John Sturges
- 1951 : Show Boat de George Sidney
- 1952 : Mes six forçats (my Six Convicts) d'Hugo Fregonese
- 1952 : Pour vous, mon amour (Just for You) d'Elliott Nugent
- 1952 : My Pal Gus de Robert Parrish
- 1953 : Aventure dans le Grand Nord (Island in the Sky) de William A. Wellman
- 1953 : N'embrassez-pas les WACs (Never wave at a WAC) de Norman Z. McLeod
- 1953 : Sergent la Terreur (Take the High Ground !) de Richard Brooks
- 1954 : Dans les bas-fonds de Chicago (The Human Jungle) de Joseph L. Mankiewicz
- 1954 : Écrit dans le ciel (The High and the Mighty) de William A. Wellman
- 1954 : La Rivière sanglante (Drums across the River) de Nathan Juran
- 1955 : Blanches Colombes et Vilains Messieurs (Guys and Dolls) de Joseph L. Mankiewicz
- 1955 : Top Gun de Ray Nazarro
- 1956 : L'Or et l'Amour (Great Day in the Morning) de Jacques Tourneur
- 1956 : Three for Jamie Dawn de Thomas Carr
- 1956 : Guet-apens chez les Sioux (Dakota incident) de Lewis R. Foster
- 1959 : L'Homme aux colts d'or (Warlock) d'Edward Dmytryk
- 1959 : Le Bourreau du Nevada (The Hangman) de Michael Curtiz
- 1961 : Le Sous-marin de l'apocalypse (Voyage to the Bottom of the Sea) d'Irving Allen
- 1961 : Le Zinzin d'Hollywood (The Errand Boy) de Jerry Lewis
- 1961 : King of the Roaring 20's: The Story of Arnold Rothstein de Joseph M. Newman
- 1961 : El Perdido (The Last Sunset) de Robert Aldrich
- 1964 : Le Sport favori de l'homme (Man's Favorite Sport ?) de Howard Hawks
- 1967 : Peter Gunn, détective spécial (Gunn) de Blake Edwards
- 1969 : L'habit ne fait pas la femme (Change of Habit) de William A. Graham
- 1972 : Opération clandestine (The Carey Treatment) de Blake Edwards
- 1979 : C.H.O.M.P.S. de Don Chaffey

### À la télévision

#### Séries
- 1957-1958 : Richard Diamond (Richard Diamond, Private Detective)
  - Saison 1, épisode 2 Custody (1957) et épisode 12 Merry-Go-Round Case (1957)
  - Saison 2, épisode 5 Arson (1958) et épisode 21 Snow Queen (1958)
- 1958-1959 : Au nom de la loi (Wanted Dead or Alive) (série TV) Saison 1 épisode 12 : Bar Tender
- 1959-1960 : Rawhide
  - Saison 2, épisode 9 Incident of the Stalking Death (1959) et épisode 17 Incident of the Tinker's Dam (1960)
- 1959-1963 : Le Monde merveilleux de Disney (The Wonderful World of Disney ou Disneyland)
  - Saison 6, épisode 12 Texas Range Slaughter : Range War at Tombstone (1959), épisode 19 Texas Range Slaughter : Desperado from Tombstone (1960) et épisode 20 Texas Range Slaughter : Apache Friendship (1960)
  - Saison 9, épisodes 16 et 17 Johnny Shiloh : Part I & II (1963)
- 1960 : Peter Gunn
  - Saison 3, épisode 11 Dream Big, Dream Deadly
- 1960-1965 : Première série de Perry Mason
  - Saison 4, épisode 10 The Case of the Loquacious Liar (1960)
  - Saison 9, épisode 8 The Case of the 12th Wildcat (1965)
- 1961 : Route 66
  - Saison 1, épisode 13 The Quick and the Dead
- 1962 : La Grande Caravane (Wagon Train)
  - Saison 6, épisode 1 The Wagon Train Mutiny
- 1963 : Le Virginien (The Virginian)
  - Saison 1, épisode 17 The Judgment
- 1963 : Le Jeune Docteur Kildare (Doctor Kildare), Saison 2, épisode 32 To each his own Prison
- 1963-1965 : Première série de L'Homme à la Rolls (Burke's Law)
  - Saisons 1 et 2, 64 épisodes
- 1965 : Voyage au fond des mers (Voyage to the Bottom of the Sea)
  - Saison 2, épisode 6 L'Homme au bras de fer (The Left-Handed)
- 1967 : Au cœur du temps (The Time Tunnel)
  - Saison unique, épisode 23 L'Île de l'homme mort (Pirates of Deadman's Island)
- 1972 : Sur la piste du crime (The F.B.I.)
  - Saison 8, épisode 6 End of a Nightmare
- 1978 : L'Île fantastique (Fantasy Island)
  - Saison 2, épisode 9 The Appointment / Mr. Tattoo

#### Téléfilms
- 1950 : The Marionette Mystery de William Cameron Menzies
- 1953 : The Backbone of America de Marc Daniels
- 1959 : Les Dix Commandements (The Ten Commandments) de Jack Smight
- 1974 : The Phantom of Hollywood de Gene Levitt